# Falcileptoneta huisunica
Espèce
Synonymes
- Leptoneta huisunica Zhu & Tso, 2002

Falcileptoneta huisunica est une espèce d'araignées aranéomorphes de la famille des Leptonetidae.

## Distribution
Cette espèce est endémique de Taïwan. Elle se rencontre dans le comté de Nantou.

## Description
Le mâle holotype mesure 1,58 mm.

## Systématique et taxinomie
Cette espèce a été décrite sous le protonyme Leptoneta huisunica par Zhu et Tso en 2002. Elle est placée dans le genre Falcileptoneta par Wang, Li et Zhu en 2020.

## Étymologie
Son nom d'espèce lui a été donné en référence au lieu de sa découverte, la forêt de Huisun.

## Publication originale
- Zhu & Tso, 2002 : « Four new species of the genus Leptoneta (Araneae, Leptonetidae) from Taiwan. » The Journal of Arachnology, vol. 30, no 3, p. 563-570 (texte intégral).